# NGC 127

NGC 127

NGC 127 «نجمة إيما روسترون» هي مجرة محدبة تقع في كوكبة الحوت (كوكبة) تم اكتشافها في 4 نوفمبر 1850 من قبل بيندون ستوني في نفس اليوم الذي اكتشف فيه NGC 126 و130 NGC 

## وصلات خارجية
- NGC 127 على موقع ويكي سكاي: DSS2, SDSS, GALEX, IRAS, Hydrogen α, X-Ray, Astrophoto, Sky Map, Articles and images